# Ville du Havre
Die Ville du Havre war ein ursprünglich auf den Namen Napoléon III. getauftes Passagierschiff der französischen Reederei Compagnie Générale Transatlantique (CGT), das als Transatlantikliner zwischen 1866 und 1873 Passagiere, Fracht und Post von Le Havre nach New York beförderte. Am 22. November 1873 kollidierte die Ville du Havre im Nordatlantik mit dem schottischen Klipper Loch Earn, brach auseinander und ging innerhalb von zwölf Minuten unter. 226 der 313 Menschen an Bord ertranken. Ihr Untergang war neben der La Bourgogne eine der größten Tragödien in der zivilen französischen Dampfschifffahrt im 19. Jahrhundert.

## Das Schiff
Das Dampfschiff Ville du Havre entstand unter dem Namen Napoléon III. in der traditionsreichen Bauwerft Thames Ironworks and Shipbuilding and Engineering Co. Ltd. im Londoner Stadtteil Leamouth, westlich des Gebiets, wo der Fluss Lea in die Themse mündet. Ihr Betreiber war die 1861 gegründete französische Schifffahrtsgesellschaft Compagnie Générale Transatlantique (auch als French Line bekannt). Sitz der Reederei war Paris, aber der Heimathafen ihrer Schiffe war Le Havre. Von dieser Stadt bekam das Schiff auch seinen Namen.

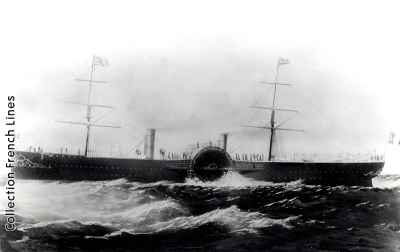
Die Ville du Havre in ihrer Zeit als Napoléon III.

Die Napoléon III. lief am 2. November 1865 als 3.376 BRT großer Raddampfer vom Stapel. Das Schiff war aus Eisen gebaut, verfügte über zwei Seitenschaufelräder und war ursprünglich 111,5 m lang und 13,9 m breit. Es wurde mit Maschinerie des in London ansässigen Maschinenherstellers Ravenshill & Salked ausgestattet. Die zu erreichende Geschwindigkeit lag bei 11,5 Knoten und die Tragfähigkeit bei 5.100 Tonnen. Es hatte zwei Schornsteine und zwei Masten. Die Passagierunterkünfte waren für 170 Passagiere der Ersten Klasse, 100 Passagiere der Zweiten Klasse und 50 Passagiere der Dritten Klasse ausgelegt. Am 26. April 1866 legte die Napoléon III. in Le Havre zu ihrer Jungfernfahrt nach New York City via Brest ab. Auf dieser Route machte der Dampfer bis zum 30. August 1869 fünf Atlantiküberquerungen. Dass das Schiff nur eine relativ geringe Reisegeschwindigkeit erreichte, enttäuschte die Reederei.
Am 16. September 1871 fuhr die Napoléon III. nach Großbritannien, wo sie in der Werft Andrew Leslie & Company in Hebburn am Fluss Tyne in Nordengland größeren Umbaumaßnahmen unterzogen wurde. Der Rumpf wurde auf 128,5 m verlängert, wodurch sich auch der Rauminhalt des Schiffs von ursprünglich 3.376 BRT auf 3.950 BRT erhöhte. Außerdem wurde sie mit einer Einzelschraube bestückt, mit Niederdruckdampfmaschinen von Maudsley, Field & Company aus London versehen und ihre Schaufelräder wurden entfernt. Zusätzlich wurde ein dritter Mast hinzugefügt. Im Zuge der Erneuerung erhielt das Schiff den Namen Ville du Havre. Am 8. März 1873 wurde das modernisierte Schiff wieder seinen Eignern übergeben. Nach dem Bestehen erneuter Testfahrten nahm die Ville du Havre am 29. März 1873 ihren Passagierservice auf der Route Le Havre–Brest–New York wieder auf.

## Untergang
Am Sonnabend, dem 15. November 1873 verließ die Ville du Havre den Hafen von New York zu einer weiteren Überfahrt nach Le Havre. An Bord befanden sich 172 Besatzungsmitglieder und 141 Passagiere, insgesamt 313 Personen. Das Kommando hatte Kapitän Marino Surmont. Eine Woche nach dem Auslaufen, am Sonnabend, dem 22. November 1873, gegen 2.00 Uhr nachts kollidierte das Schiff etwa 680 Meilen nordwestlich der Azoren mit dem Segelschiff Loch Earn. Die Loch Earn war ein 1248 BRT großer, eiserner Dreimast-Klipper der schottischen Reederei Loch Line (Glasgow), der unter dem Kommando von Kapitän William Robertson mit 85 Passagieren und Besatzungsmitgliedern auf dem Weg von London nach New York war. Die Ville du Havre fuhr mit Volldampf bei einer Geschwindigkeit von 12 Knoten und hatte alle Segel gesetzt.
Kapitän Robertson an Bord der Loch Earn hatte die hell erleuchtete Ville du Havre zuerst gesichtet. Als er erkannte, dass sie viel zu nah war, schlug er die Schiffsglocke und legte das Ruder nach Steuerbord um. Für ein Ausweichmanöver war es aber bereits zu spät; der Bug der Loch Earn rammte mit voller Wucht die Steuerbordseite der Ville du Havre¸ die schwer erzitterte. Der Lärm und die Erschütterung weckten die Passagiere, die verwirrt waren und sich an Deck begaben. Kapitän Surmont versuchte, die Lage zu beruhigen und erklärte, dass man nicht in Gefahr schwebe. Tatsächlich aber war die Ville de Havre fast in zwei Teile geteilt worden und sank schnell über den Bug. Als dies erkannt wurde, brach Panik aus.
Es begann ein Kampf um Schwimmwesten und Plätze in den Rettungsbooten, die aber erst kürzlich frisch gestrichen worden waren und dadurch in ihren Klampen am Deck klebten. Nur ein paar von ihnen konnten gelöst werden. Der hintere Mast stürzte auf ein mit etwa 40 Personen besetztes, bereits im Wasser treibendes Rettungsboot und tötete fast alle Insassen. Kurz danach prallte der Vordermast auf das Oberdeck, wodurch noch mehr Menschen zu Tode kamen. Es blieb nicht viel Zeit, das Schiff zu verlassen. Zwölf Minuten nach dem Zusammenstoß brach die Ville du Havre in zwei Hälften und sank. 111 Besatzungsmitglieder und 115 Passagiere starben.
Kapitän Robertson an Bord der Loch Earn versuchte alles, um den Schiffbrüchigen des gerammten Schiffs zu helfen. Er ließ Boote zu Wasser und nahm 87 Überlebende an Bord seines Schiffes. Die Rettungsversuche dauerten bis 10 Uhr vormittags an. Gegen 15.00 Uhr am selben Tag wurden die Überlebenden der Ville du Havre von dem amerikanischen Frachtdampfer Tremountain unter dem Kommando von Kapitän Urquhart übernommen und nach Cardiff gebracht. Dort wurden die Geretteten zunächst im Royal Hospital untergebracht. Die Loch Earn war zwar durch ihren eingedrückten Bug schwer beschädigt, setzte ihre Reise aber dennoch fort. Erst am 28. November mussten Mannschaft und Passagiere das Schiff verlassen, da es zu sinken begann. Die Schiffbrüchigen wurden von dem Schiff British Queen aufgenommen und nach Plymouth gebracht.

## Passagiere
Unter den Passagieren befand sich Rufus Wheeler Peckham, Richter am Obersten Gericht des US-Bundesstaats New York und Kongressabgeordneter für New York mit seiner zweiten Frau Mary. Beide befanden sich auf dem Weg nach Südfrankreich, wo der angeschlagene Peckham sich gesundheitlich erholen sollte. Beide kamen bei dem Untergang ums Leben. Seine letzten überlieferten Worte waren: „Frau, wir müssen sterben; lass uns mutig sterben.“ Auch der französische Karikaturist Victor Collodion und seine Frau Françoise, die erst seit vier Monaten verheiratet waren, waren unter den Todesopfern. Der schweizerische Theologe Cesar-Louis Pronier, der venezolanische Anwalt und Politiker Felipe Larrazábal sowie Mary Cramer Curtis, eine Tochter des ehemaligen Senators des Bundesstaats New York John Cramer, kamen ebenfalls ums Leben. 
An Bord waren auch Anna Larsen Spafford, Ehefrau des prominenten Chicagoer Anwalts und Immobilienmaklers Horatio Gates Spafford und ihre vier Töchter. Anna überlebte als Einzige. Horatio Spafford wurde – neben anderen Schicksalsschlägen – auch dadurch zu dem Text des Kirchenliedes It Is Well with My Soul inspiriert.
Der Augenzeugenbericht der 17-jährigen Überlebenden Madeleine Curtis Mixter (1856–1915), die bei dem Untergang ihre Eltern und ihren Großvater verlor, wurde später zu dem Essay A Sad Tale Must be Told: Madeleine Curtis Mixter's Account of the Loss of the Ville du Havre verarbeitet, welches 1997 in der akademischen Marinefachzeitschrift American Neptune (Jahrgang 57, Ausgabe 3, Seiten 229–236) erschien.